# Botho III van Stolberg-Wernigerode

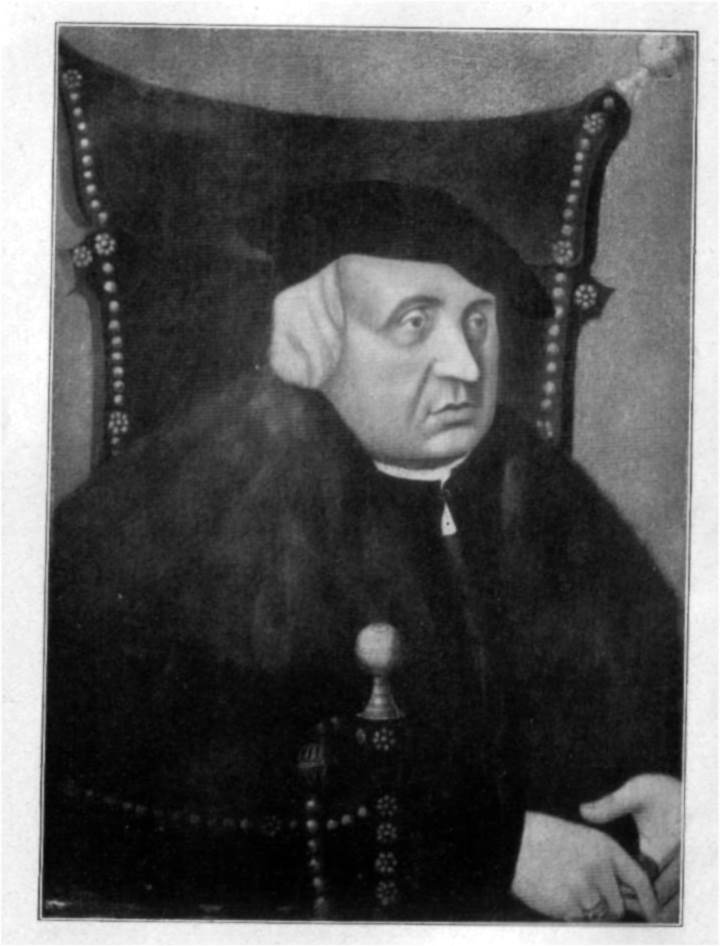
Botho III van Stolberg-Wernigerode

Botho III van Stolberg-Wernigerode (Stolberg im Harz, 4 januari 1467 - aldaar, 12 juni 1538) was van 1511 tot aan zijn dood graaf van Stolberg en Hohnstein en heer van Graafschap Wernigerode. Hij was de grootvader van moederskant van Willem van Oranje.

## Levensloop
Botho III was een zoon van Hendrik IX, graaf van Stolberg, en Margaretha van Mansfeld, dochter van graaf Wolrad van Mansfeld. Hij had een tweelingbroer Hendrik de Jongere. Hij bracht een deel van zijn jeugd door in het zuiden van Duitsland, waar hij opgevoed werd aan het hof van graaf en later hertog Everhard II van Württemberg. Na jaren ridderdienst te hebben vervuld, reisde Botho van april 1493 tot februari 1494 naar Jeruzalem.
Hij gold als een bekwame diplomaat. In 1491 en 1492 vereiste de financiële situatie van Stolberg een buitengewone hervorming van de administratie, waarbij de verantwoordelijkheid voor de financiën van het graafschap werd overgedragen aan een penningmeester en beslist werd dat de administratie voortaan geleid werd door opgeleide ambtenaren. Omdat hij een heel bekwaam bestuurder en onderhandelaar was, was hij in dienst van de keizer van het Heilige Roomse Rijk en verschillende andere vorsten; soms slechts voor korte tijd, soms werden hem verschillende functies en opdrachten gegeven. Zijn eerste werknemer was hertog George van Saksen, die hij diende als kapitein in Coburg. George gaf hem verschillende opdrachten die in zijn positie als vazal ongewoon waren. Zo wordt Botho bijvoorbeeld naar verschillende Rijksdagen gestuurd.
Zijn historische betekenis ligt vooral in zijn relatie met de hoogste prelaat van het Heilige Roomse Rijk: kardinaal Albrecht van Brandenburg, aartsbisschop van Maagdenburg en Mainz. Van 1515 tot aan zijn dood vervulde hij voor de kardinaal verschillende opdrachten en ook vertegenwoordigde hij hem in de bisdommen Maagdenburg en Halberstadt. Wanneer Botho geconfronteerd werd met de Reformatie, nam hij een milde en verzoenende houding aan. Botho genoot het onvoorwaardelijke vertrouwen van de kardinaal. In 1524 vroeg hij echter met aandrang om uit zijn functies te worden ontheven. Zijn graafschap en familie leden namelijk onder zijn langdurige afwezigheid. Vanaf dan gaf hij enkel nog advies aan de kardinaal.
Botho trad eveneens op als raadgever van keizers Maximiliaan I en Karel V. In 1521 vroeg Karel V hem om lid van de Rijksregiment te worden, maar hij weigerde het aanbod.

## Huwelijk en nakomelingen
Op 24 augustus 1500 trouwde Botho met Anna van Eppstein-Königstein, een belangrijke erfgename omdat zij de zuster was van de laatste telg uit het geslacht Eppstein, die kinderloos overleed. Uit dit huwelijk werden veertien kinderen geboren, onder wie Juliana van Stolberg-Wernigerode (1506-1580), getrouwd met Filips II van Hanau-Münzenberg en vervolgens met Willem I van Nassau-Dillenburg; uit dit tweede huwelijk werd onder anderen Willem van Oranje geboren.

## Externe link

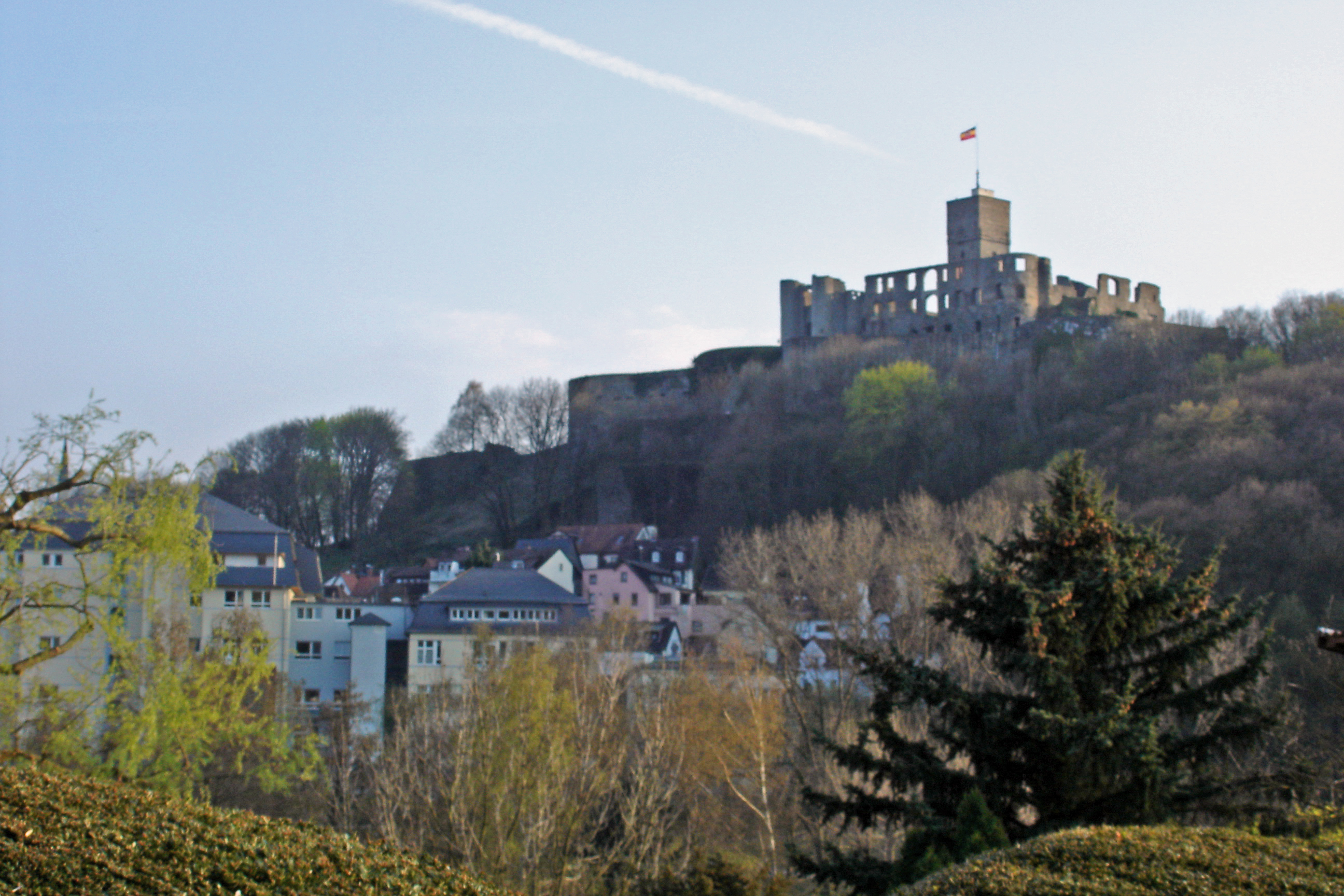
de ruïne Königstein